# Elisabeth Zerobin
Elisabeth Zerobin (...) è una sciatrice alpina austriaca paralimpica che ha rappresentato l'Austria alle Paralimpiadi invernali del 1984, vincendo due medaglie di bronzo.

## Carriera
Zerobin ha vinto due medaglie di bronzo a Innsbruck 1984 : nella supercombinata femminile LW4, con un tempo di 13:43.64 (oro per Reinhild Möller con 1:49.34 e argento per Elisabeth Osterwalder in 7:08.33 e nello slalom speciale LW4 (terza con 1:43.99, dietro alla statunitense Janet Penn con 1:30.00 e alla tedesca Reinhild Möller in 1:43.55).
Ha inoltre gareggiato, senza centrare il podio, negli eventi discesa libera LW4 (al 6º posto in 2:39.37) e slalom gigante LW4 (al 5º posto con un tempo di 1:49.75)

## Palmarès

### Paralimpiadi
- 2 medaglie:
  - 2 bronzi (supercombinata LW4 e slalom speciale LW4 a Innsbruck 1984)